# Pachynematus acutiventris
Pachynematus acutiventris är en stekelart som först beskrevs av Hellén 1948.  Pachynematus acutiventris ingår i släktet Pachynematus, och familjen bladsteklar. Arten är reproducerande i Sverige.